# Munachi Abii
 Munachi Gail Teresa Abii Nwankwo (nom de scène : Muna), née le 5 novembre 1987 à Port Harcourt, est une artiste de hip-hop et mannequin nigériane ayant été couronné Most Beautiful Girl in Nigeria 2007. Elle représente le Nigeria au concours Miss Monde 2007.